# 郑石生
郑石生（1936年—2014年1月6日），福建永春人，中华人民共和国小提琴家。

## 生平
早年求学于南京国立音乐院幼年班，1950年进上海音乐学院，求学于谭抒真、陈又新。1955年，进中央音乐学院，后担任上海音乐学院管弦系主任、厦门音乐学校校长。2014年1月6日，因脑淤血抢救无效去世。